# 版纳伞虎
版纳伞虎（学名：Gekko bannaense）也称版纳褶虎，一种发现于中华人民共和国云南省南部西双版纳州的壁虎，隶属于壁虎科壁虎属。
其种加词“adenensis”意为“云南省西双版纳州的”。

## 分类地位
版纳伞虎被发现时归入伞虎属（褶虎属，Ptychozoon），是中国境内发现的第一种伞虎属物种。2020年，有学者基于系统发育基因组学研究结果, 认为伞虎属嵌入到壁虎属（Gekko）内部, 将伞虎属视为壁虎属的次定同物异名, 作为壁虎属的一个亚属。

## 保护
本种于2023年被收录入《有重要生态、科学、社会价值的陆生野生动物名录》。